# Lars Saabye Christensen
Lars Saabye Christensen (* 21. září 1953, Oslo) je norský spisovatel.

## Biografie
Patří mezi nejpopulárnější a hojně překládané současné norské beletristy. Debutoval v roce 1976 sbírkou básní Příběh o Gly (Historien om Gly) a od té doby napsal nejen řadu úspěšných románů, ale i povídky, divadelní hry a sbírky poezie. První velký úspěch zaznamenal s románem Beatles (1984, česky 2009) vyprávějící příběh nezbedných kluků vyrůstajících v Oslu. Jeho knihy se většinou odehrávají v Oslu padesátých a šedesátých let dvacátého století a vyznačují laskavým humorem a jemnou sentimentalitou.

## Ocenění
Za své dílo obdržel řadu literárních cen. Dosud zřejmě nejvyššího ocenění se mu dostalo za román Poloviční bratr (Halvbroren, 2001, česky 2004), jenž byl ověnčen cenou Severské rady za literaturu.